# Eduard Diem
Eduard Diem (* 9. April 1929 in Peigarten bei Haugsdorf) ist ein österreichischer Maler, Grafiker und Bildhauer.

## Leben
Als Gast des Abendaktes bei Herbert Boeckl besuchte er 1955/1956 die Akademie der bildenden Künste Wien und war Student der Vorbereitungsklasse bei Gerda Matejka-Felden, die auch die Wiener Kunstschule gründete.
1971 erhielt Diem das Diplom für hervorragende Leistung auf dem Gebiet der Bildenden Kunst. 1983 wurde ihm im Rahmen der „Wiener Festwochen – Preise für Plastik“ ein Preis für Kleinplastik verliehen. Daraufhin erfolgte ein Ankauf für das Museum der Kasser Art Foundation in NY New Jersey.
Eduard Diem ist Mitglied des Berufsverbandes bildender Künstler Österreichs, des Mödlinger Künstlerbundes und des internationalen Club Art Diagonal. Er lebt im 13. Bezirk von Wien.

## Ausstellungen
2023 fand eine Ausstellung anlässlich der Veröffentlichung seiner Biographie Der Maler und Bildhauer Eduard Diem – Leben und Werk von Josef Holzapfel statt.

## Werk
Diem orientierte sich im Bereich Malerei zunächst an Expressionismus und Neuer Sachlichkeit. Seine Motive fand er insbesondere im Weinviertel und der Wiener Innenstadt. Weiters malte er Milieustudien. Als Grafiker schuf er Lithografien und Siebdrucke. Später thematisierte er bevorzugt den menschlichen Körper. Dabei setzt er meist Offsetfarben auf Papier ein und nutzt vereinfachte kubistische Stilmittel. Die expressiv-kubische Formensprache findet sich auch in seinem bildhauerischen Werk, zu dem eine Reihe kleiner Menschen- und Tierfiguren in Bronze gehören.

### Skulpturen im öffentlichen Raum

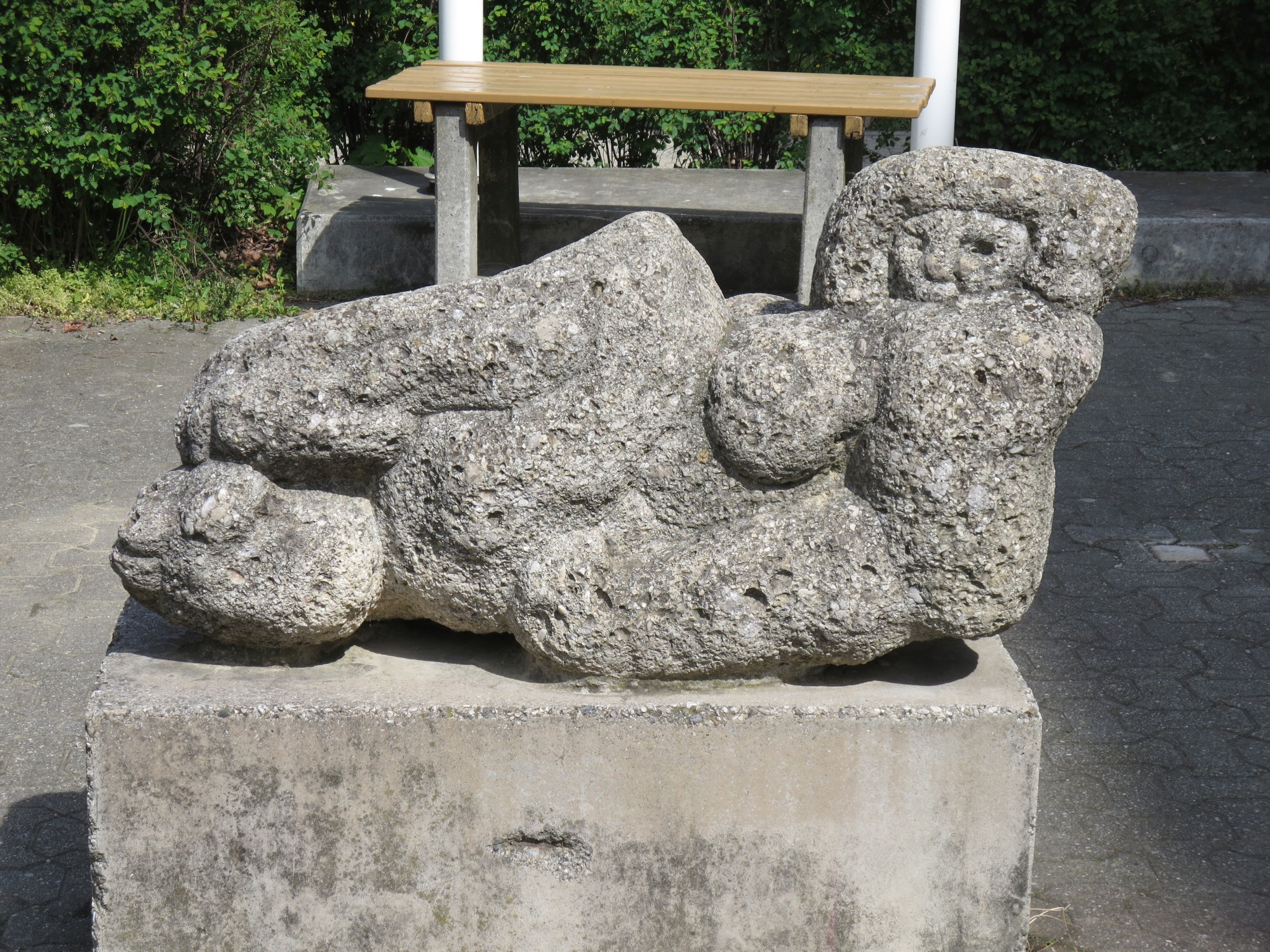
Die Liegende, Oswald-Redlich-Straße, Wien

- 1978: Bronzeplastik für den Grand Prix International für Fremdenverkehr
- 1984: Die Liegende, Lindabrunner Konglomerat, Standort: Wien 21., Oswald-Redlich-Straße
- 1985: Die Knieende, Lindabrunner Konglomerat, Standort: Wien 23., Maurer-Lange-Gasse
- 1990: Gestaltung der Südmährer Gedenkstätte bei Stützenhofen, NÖ
- 1996: Gestaltung der Hausfassade Casa do Governador in Lagos, Portugal
- 1999: Schirmföhre, Stahlplastik, Standort: Mödling, Wiener Straße – Grenzgasse
- 2003: Lipizzaner am Michaelerplatz

### Gemälde und Grafiken
- Gehöft, Aquarell auf Papier, 499 × 651 mm, Artothek des Bundes
- NÖ. Dorf, Offsetfarbe, 645 × 490 mm, Artothek des Bundes[3]

## Auszeichnungen
- 1983: BAWAG-Preis für Kleinplastik
- 1983: Wiener Festwochenpreis für Plastik
- 2003: Lipizzaner art